# Autoroute A37 (Portugal)
Pour les articles homonymes, voir A37.
L'autoroute portugaise A37 est une autoroute de la région lisboète reliant Sintra à Buraca et l'  (CRIL) en passant à proximité de Algueirão-Mem Martins, Rio de Mouro, Cacém, Queluz et Amadora, ce qui en fait une des autoroutes les plus chargée du pays.
Sa longueur est de 15 kilomètres.
Cette autoroute est gratuite (concessionnaire: Aenor).

## Historique des tronçons
| Tronçon                          | État (2010)                 | km |
| -------------------------------- | --------------------------- | -- |
| Buraca () (CRIL) - Queluz        | 1985 (EN 249)               | 7  |
| Queluz - Rio de Mouro            | 1991 (EN 249)               | 6  |
| Rio de Mouro - Ranholas (Sintra) | 1994 (Reclassifié en IC 19) | 3  |

## Capacité
| Section | Capacité | Longueur |
| ------- | -------- | -------- |
|         |          | 15 km    |

## Itinéraire

Carte de l'A37

| Sorties | Villes                                          |
| ------- | ----------------------------------------------- |
| 01      | Seconde Circulaire Pontinha (CRIL) Algés (CRIL) |
| 02      | Buraca Alfragide                                |
| 02A     | Damaia                                          |
| 03      | Amadora                                         |
| 04      | Venteira                                        |
| 05      | Queluz                                          |
| 06      | Queijas (CREL) Belas (CREL)                     |
| 07      | Tercena Massamá                                 |
| 08      | Cacém                                           |
| 09      | Mira Sintra                                     |
| 10      | Rinchoa                                         |
| 11      | Rio de Mouro                                    |
| 12      | Algueirão-Mem Martins                           |
| 13      | Sintra Cascais                                  |
|         | Ranholas - Sintra                               |